# 아타리 5200

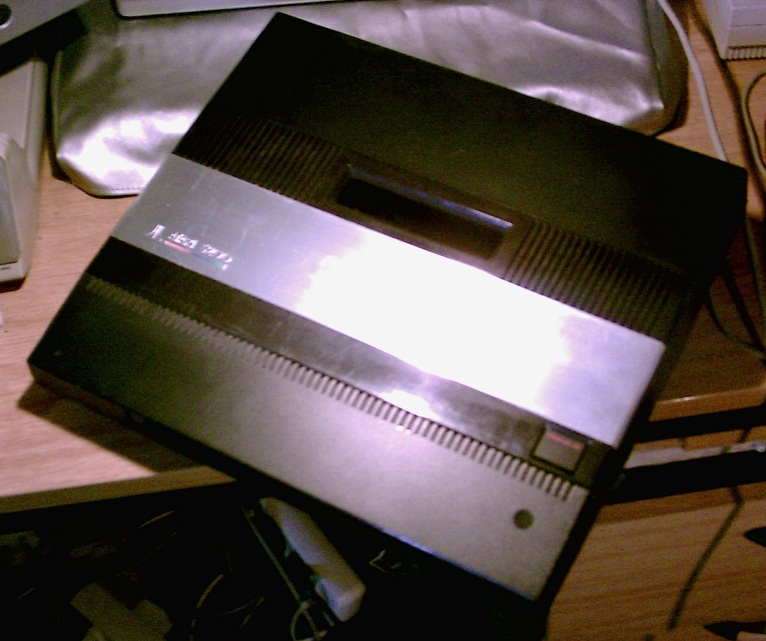
아타리 5200

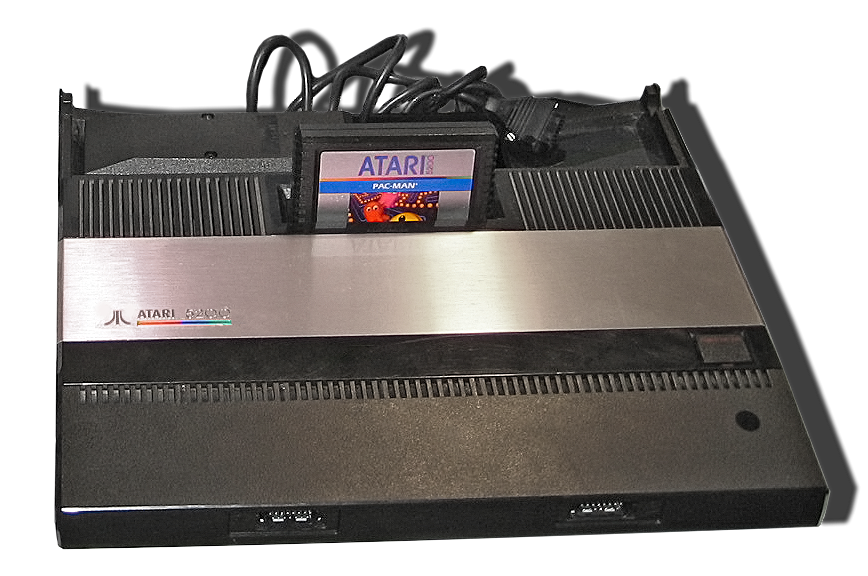
아타리 5200

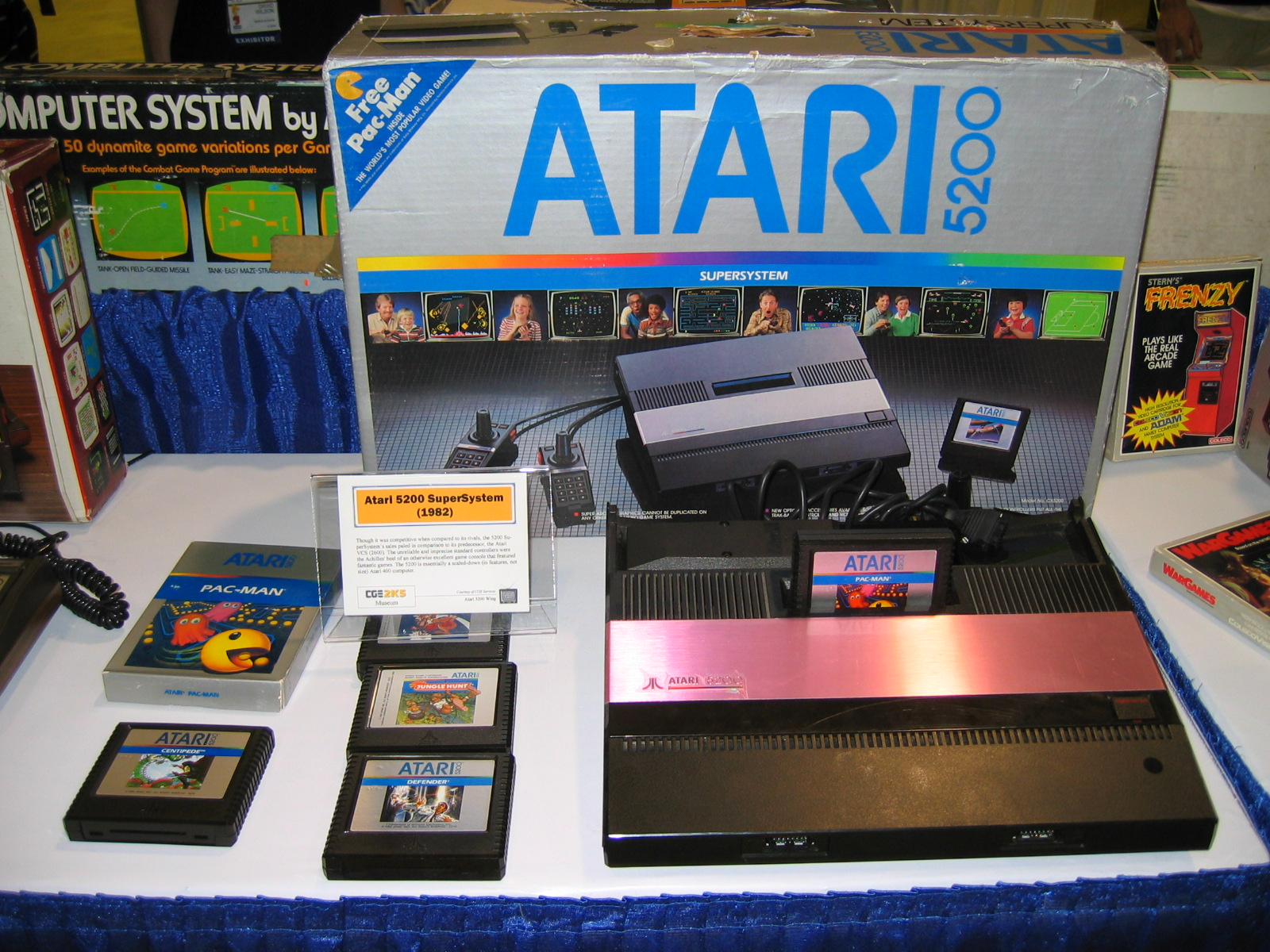
아타리 5200

아타리 5200(Atari 5200)은 1982년 아타리 2600의 후계 기종으로 발매한 가정용 게임기로 공식 명칭은 아타리 5200 슈퍼시스템(Atari 5200 SuperSystem)이다.

## 하드웨어
5200은 빠른 시장 출시를 위해 강력하고 검증된 아타리 400/800을 기본으로 설계되었다.
시제품 단계에서 ‘아타리 비디오 시스템 X’(Advanced Video Computer System)라 불렸으며 코드네임은 다른 아타리 게임기들과 마찬가지로 여직원의 이름을 따서 PAM이었다. PAM은 ‘개인용 아케이드 머신’(Personal Arcade Machine)이라는 소문이 돌았는데 대부분의 게임이 아케이드에서 이식되었기 때문이었다. 아타리 5200과 100% 동일하고 컨트롤러와 이름만 다른 ‘아타리 비디오 시스템 X’라는 기기도 있는데 매우 희귀하다.
1982년 발매된 초기형은 4개의 조이스틱 포트가 있었지만 나중에 2개로 줄었으며 아날로그 조이스틱과 숫자키 패드, 양 옆에 2개씩의 발사 버튼, 시작, 일시정지, 리셋의 3개 버튼이 포함된 새로운 조이스틱이 포함되었다. 또 이전의 스위치 박스가 수동으로 스위치를 켜야 되었던 반면 5200의 자동 TV 스위치 박스는 TV를 시청하다 게임기가 작동되면 자동으로 게임 화면으로 전환되었다. 또 전원 연결하여 본체에 공급하는 기능도 있는데 이렇게 하나의 선으로 비디오 신호와 전원을 같이 사용하는 게임기로는 RCA 스튜디오 II가 있었다.
1983년 개선된 5200은 컨트롤러 포트가 4개에서 2개로 줄었으며 자동 전환 기능이 제거된 RF 스위치 박스와 함께 전원 공급이 분리되었다. 또 카트리지 포트의 어드레스 라인이 같은 해 발매된 아타리 2600 어댑터에 맞추어 변경되었다. 이 2600 어댑터는 2포트 버전에서만 작동하며 개조로 4포트 버전에서도 작동이 가능했는데 이러한 2600 어댑터 호환 4포트 기기는 4포트 제조 말기에 아주 적은 수만 생산하였으며 시리얼 넘버의 별표로 확인할 수 있다.

## 컨트롤러
약한 고무 덮개를 사용한 아날로그 조이스틱은 스프링을 사용한 것에 비해 조작감과 내구성이 떨어졌다. 이것은 아주 저가의 내부 회로, 복잡한 연결 방식과 함께 5200의 약점이 되었으며 소비자들의 외면을 받게 되었고 많은 서드 파티에서 다양한 조이스틱을 발매하게 된 원인이 되었다. 그러나 컨트롤러에 포함된 일시정지 버튼은 당시에는 새로운 것으로 이후의 게임 시스템에서는 표준 버튼이 되었다.
아타리는 ‘프로라인 트랙볼’ 컨트롤러를 발매하였는데 크기가 5200과 거의 같은 정도로 컸다.
패들 컨트롤러는 일반 버전과 자동으로 중앙위치로 맞춰지는 버전이 있었는데 발매되지는 않았다.

## 5200과 400/800의 차이점
5200은 아타리 홈 컴퓨터인 400/800 시리즈를 기본으로 제작되었지만 소프트웨어 호환은 안 되었는데 컴퓨터 키보드가 없었던 것과 더불어 다음과 같은 이유가 있었다.
- 400/800은 10KB의 운영 시스템이라는 바이오스가 있었는데 5200에서는 2KB의 바이오스를 사용하였으며 그중 1KB는 문자세트를 내장하였다.[4]
- GTIA와 POKEY 칩의 레지스터와 메모리 배열이 달랐다.[4]
- 5200에서는 몇몇 레지스터의 용도가 변경되었다.[4]
- 5200의 아날로그 조이스틱은 400/800의 디지털 조이스틱과는 입력 핸들링이 달랐다.(5200은 400/800의 아날로그 패들의 레지스터를 아날로그 조이스틱 일력으로 재할당한 것이었다.)[4]

아타리는 전에도 400/800을 기본으로 한 XE 게임 시스템을 만든 적이 있지만 이것은 400/800을 업그레이드한 키보드 없는 65XE 컴퓨터로 대부분의 400/800의 게임을 실행할 수 있었다.

## 시장에서의 실패
아타리 5200은 아타리 2600과의 호환성 문제로 고전했지만 1983년 발매된 2600 어댑터로 대부분의 2600 게임을 플레이할 수 있었다. 하지만 너무 2600과의 호환에 치중한 나머지 5200의 기능을 이용한 고품질 게임은 부족해졌으며 콜레코비전과의 경쟁도 힘에 부치게 되었다. 아타리는 5200의 저가형인 아타리 5100(또는 아타리 5200 Jr.)을 개발하지만 소수의 시제품만 제작한 후 계획을 취소시켰다. 그리고, 아타리 5200을 제임스 롤프가 유튜브에 AVGN (앵그리 비디오 게임 너드)라는 코너에서 이 콘솔이 구리다며 리뷰를 한 적도 있었다.

## 사양
- CPU : 커스텀 6502C 1.79MHz
- RAM : 16KB[4]
- ROM : 2KB BIOS, 게임 카트리지 영역 32KB (뱅크스위칭으로 확장 가능)
- 그래픽 : ANTIC, GTIA
  - 최대 해상도 320*192, 16색(256팔레트)
- 사운드 : POKEY, 4채널 모노 사운드
  - 포키 칩은 키보드 스캔과 시리얼 입출력, 인터럽트 타이머, 난수발생 등의 기능을 가지고 있다.

## 같이 보기
- 1983년 비디오 게임 위기